# یولیان شیبر
یولیان شیبر (آلمانی: Julian Schieber؛ زادهٔ ۱۳ فوریهٔ ۱۹۸۹) یک بازیکن فوتبال اهل آلمان است که در پست مهاجم بازی می‌کند.
از باشگاه‌هایی که در آن بازی کرده‌است می‌توان به اشتوتگارت، نورنبرگ، بروسیا دورتموند و هرتابرلین اشاره کرد.
وی همچنین در تیم ملی فوتبال زیر ۲۱ سال آلمان بازی کرده است.